# 폴 밴뷰런
폴 매슈스 밴뷰런(영어: Paul Matthews van Buren, 1924년 4월 20일 ~ 1998년 6월 18일)은 미국의 기독교 신학자이다. 성공회 사제로서 필라델피아 템플 대학교에서 종교학 교수로서 22년 동안 있었다. 그는 예루살렘에 있는 살렘 하트만 연구소에서 윤리와 종교 다원주의 연구소의 소장이었다. 스위스  바르트에게 배웠고 사신신학의 대표적인 학자였다.

## 작품
- The Secular Meaning of the Gospel: Based on an Analysis of Its Language
- A Theology of the Jewish-Christian Reality (3 Volumes.)
- The Edges of Language:An Essay in the Logic of a Religion
- The Burden of Freedom
- Theological Explorations
- Christ in Our Place: The Substitutionary Character of Calvin's Doctrine of Reconciliation

## 같이 보기
- 미국 철학